# Federações partidárias no Brasil
As federações partidárias, no Brasil, são entes políticos de carácter nacional. Elas são formadas por dois ou mais partidos políticos, que atuam como uma única legenda nas eleições, pelo prazo mínimo de 4 anos.
As federações são tratadas como um único partido político no registro de candidaturas e na superação da cláusula de barreira.

## História

### Emenda Constitucional n° 97/2017
A Emenda Constitucional n° 97/2017 estabeleceu diversas mudanças no ordenamento jurídico brasileiro. 
Uma delas foi a proibição das coligações partidárias para as eleições de vereadores, deputados federais, deputados estaduais e deputados distritais.
Outra mudança foi o estabelecimento de uma cláusula de barreira a partir das eleições parlamentares no Brasil em 2018. A cláusula de barreira é progressiva e define um percentual mínimo dos votos obtidos ou um número mínimo de eleitos pelo partido nas eleições para a Câmara dos Deputados para que o partido tenha direito aos recursos do fundo partidário e à propaganda eleitoral gratuita na televisão e no rádio.

### Eleições parlamentares de 2018
Após as eleições parlamentares no Brasil em 2018, diversos partidos não atingiram a cláusula de barreira. Consequentemente, alguns deles recorreram a incorporações para que, somados os votos de ambos os partidos, atingissem os números exigidos.
Em 2019, foram homologadas pelo TSE as incorporações do PPL pelo PCdoB, do PRP pelo Patriota e do PHS pelo PODE.
Consequentemente, o PCdoB e o Patriota superaram a cláusula de barreira ao somarem os seus votos aos dos partidos incorporados. 
Outra consequência da cláusula de barreira é a possibilidade dos deputados federais eleitos pelos partidos que não superaram a cláusula de barreira se desfiliarem sem perder o mandato. Por isso, todos os deputados eleitos pelo PMN, PTC e DC se desfiliarem destas siglas em 2019, deixando-as sem representantes no Congresso Nacional desde então.

### Eleições municipais de 2020
Nas eleições de 2020, a primeira eleição municipal sem coligações para eleições proporcionais, diversos partidos declinaram em números de prefeitos e vereadores eleitos.
Alguns partidos com representação no Congresso Nacional, como o Solidariedade, Avante, Patriota, PV, PCdoB, PROS, REDE e o Partido Novo, além dos 9 partidos extraparlamentares , obtiveram menos de 2% dos votos nacionais nas eleições dos prefeitos.
O percentual mínimo de votos exigidos pela cláusula de barreira em 2022 seria de 2% dos votos nacionais para as eleições da Câmara dos Deputados, razão pela qual se debateu a possibilidade de não superação da cláusula.

### Lei 14.208/2021
Em 2021, os partidos DEM e PSL se fundiram para formar o atual UNIÃO. Entre as razões da fusão estava o temor de não atingirem a cláusula de barreira nas eleições gerais seguintes.
Sendo assim, diante da rápida redução no número de partidos políticos no cenário nacional, partidos políticos menores buscaram medidas para garantir sua continuidade. 
Entre as propostas debatidas estavam a volta das coligações nas eleições proporcionais, o voto distrital e as federações partidárias.
Entre todas as opções, a criação das federações partidárias foi a única mudança que obteve aprovação no Congresso Nacional. 
Em 28 de setembro de 2021 foi promulgada a Lei 14.208, que instituiu as federações partidárias.
A constitucionalidade da referida lei foi contestação na Ação Direita de Inconstitucionalidade n° 7021. Todavia, no dia 9 de fevereiro de 2022, o Supremo Tribunal Federal julgou improcedente a ação e declarou que a lei era válida e estava de acordo com a Constituição da República Federativa do Brasil.

### Eleições de 2022

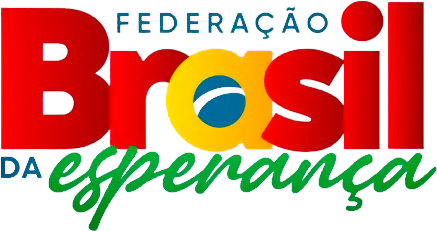
A Federação Brasil da Esperança foi a única federação construída em 2022 cujo nome não corresponde às siglas dos partidos integrantes.

Antes das eleições de 2022 foram formadas 3 federações partidárias no país: a Federação Brasil da Esperança , Federação PSDB Cidadania  e a Federação PSOL REDE.
As três federações conseguiram superar a cláusula de barreira e por isso seus partidos continuaram tendo acesso ao fundo partidário e à propaganda eleitoral gratuita na televisão e no rádio.
Todavia, os partidos menores em cada federação sofreram severa redução no número de votos em comparação com as eleições anteriores. 
| Eleições da Câmara dos Deputados | Eleições da Câmara dos Deputados | Eleições da Câmara dos Deputados | Eleições da Câmara dos Deputados | Eleições da Câmara dos Deputados | Eleições da Câmara dos Deputados | Eleições da Câmara dos Deputados | Eleições da Câmara dos Deputados | Eleições da Câmara dos Deputados | Eleições da Câmara dos Deputados | Eleições da Câmara dos Deputados | Eleições da Câmara dos Deputados |
| Partidos e federações            | Partidos e federações            | Partidos e federações            | Partidos e federações            | 2018                             | 2018                             | 2018                             | 2018                             | 2022                             | 2022                             | 2022                             | 2022                             |
| Partidos e federações            | Partidos e federações            | Partidos e federações            | Partidos e federações            | N° votos                         | % dos votos nacionais            | N° de eleitos(as)                | +/-                              | N° votos                         | % dos votos nacionais            | N° de eleitos(as)                | +/-                              |
| -------------------------------- | -------------------------------- | -------------------------------- | -------------------------------- | -------------------------------- | -------------------------------- | -------------------------------- | -------------------------------- | -------------------------------- | -------------------------------- | -------------------------------- | -------------------------------- |
|                                  | Federação Brasil da Esperança    |                                  | PT                               | 10.126.611                       | 10,31%                           | 54                               | 15                               | 13.236.698                       | 12,10%                           | 69                               | 15                               |
|                                  | Federação Brasil da Esperança    | PCdoB                            | 1.683.237                        | 1,75%                            | 10                               | [ nota 6 ]                       | 1.154.712                        | 1,02%                            | 6                                | 4                                |                                  |
|                                  | Federação Brasil da Esperança    | PV                               | 1.592.833                        | 1,62%                            | 4                                | 4                                | 954.578                          | 0,87%                            | 6                                | 2                                |                                  |
| Total                            | Total                            | -                                | -                                | -                                | -                                | 15.345.988                       | 14,02%                           | 81                               | 13                               |                                  |                                  |
|                                  | Federação PSDB Cidadania         |                                  | PSDB                             | 5.891.806                        | 6,00%                            | 29                               | 25                               | 3.309.061                        | 3,02%                            | 13                               | 16                               |
|                                  | Federação PSDB Cidadania         | Cidadania                        | 1.590.361                        | 1,62%                            | 8                                | 2                                | 1.614.106                        | 1,47%                            | 5                                | 3                                |                                  |
| Total                            | Total                            | -                                | -                                | -                                | -                                | 4.923.167                        | 4,50%                            | 18                               | 19                               |                                  |                                  |
|                                  | Federação PSOL REDE              |                                  | PSOL                             | 2.783.934                        | 2,83%                            | 10                               | 2                                | 3.852.246                        | 3,52%                            | 12                               | 2                                |
|                                  | Federação PSOL REDE              | REDE                             | 816.784                          | 0,83%                            | 1                                | Novo                             | 782.917                          | 0,72%                            | 2                                | 1                                |                                  |
| Total                            | Total                            | -                                | -                                | -                                | -                                | 4.635.163                        | 4,23%                            | 14                               | 3                                |                                  |                                  |

### Eleições municipais de 2024
Nas eleições de 2024, as federações, de forma geral, declinaram em número de eleitos.
| Partidos e federações | Partidos e federações         | Partidos e federações | Partidos e federações | Prefeitos | Prefeitos             | Prefeitos         | Prefeitos | Vereadores | Vereadores            | Vereadores        | Vereadores |
| Partidos e federações | Partidos e federações         | Partidos e federações | Partidos e federações | N° votos  | % dos votos nacionais | N° de eleitos(as) | +/-       | N° votos   | % dos votos nacionais | N° de eleitos(as) | +/-        |
| --------------------- | ----------------------------- | --------------------- | --------------------- | --------- | --------------------- | ----------------- | --------- | ---------- | --------------------- | ----------------- | ---------- |
|                       | Federação PSDB Cidadania      |                       | PSDB                  | 4.607.809 | 4,12%                 | 273               | -250      | 4.863.735  | 4,31%                 | 3.002             | -1.397     |
|                       | Federação PSDB Cidadania      | Cidadania             | 1.096.357             | 0,98%     | 33                    | -108              | 1.205.710 | 1,07%      | 437                   | -1.145            |            |
| Total                 | Total                         | 5.704.166             | 5,10%                 | 306       | -358                  | 6.069.445         | 5,37%     | 3.439      | -2.542                |                   |            |
|                       | Federação Brasil da Esperança |                       | PT                    | 8.707.811 | 7,79%                 | 248               | +66       | 7.315.553  | 6,48%                 | 3.127             | +460       |
|                       | Federação Brasil da Esperança | PCdoB                 | 274.122               | 0,25%     | 19                    | -27               | 905.551   | 0,80%      | 354                   | -350              |            |
|                       | Federação Brasil da Esperança | PV                    | 545.196               | 0,49%     | 14                    | -32               | 1.258.093 | 1,11%      | 488                   | -323              |            |
| Total                 | Total                         | 9.527.129             | 8,52%                 | 281       | +27                   | 9.479.197         | 8,39%     | 3.969      | -213                  |                   |            |
|                       | Federação PSOL REDE           |                       | PSOL                  | 2.578.411 | 2,31%                 | 0                 | -5        | 1.789.034  | 1,58%                 | 80                | -13        |
|                       | Federação PSOL REDE           | REDE                  | 129.569               | 0,12%     | 4                     | -1                | 714.866   | 0,63%      | 172                   | +23               |            |
| Total                 | Total                         | 2.707.980             | 2,42%                 | 4         | -6                    | 2.503.900         | 2,21%     | 252        | +10                   |                   |            |

O resultado das eleições de 2024 mostrou que as 3 federações formadas em 2022 são assimétricas em sua distribuição de poder. Há, em cada uma delas, um partido maior, que sozinho conseguiria superar a cláusula de barreira nas eleições de 2022 e um ou dois partidos menores, que precisavam do instituto para não perderem o direito ao fundo partidário e acesso à propaganda eleitoral gratuita na televisão e no rádio.
Os partidos maiores, portanto, detém maior influência na escolha dos candidatos registrados pela federação. Assim, os partidos menores conseguem registrar número reduzido de candidatos de suas siglas.
Essa foi a razão pela qual integrantes do Cidadania anunciaram a intenção de dissolver a Federação PSDB Cidadania em 2026, assim que o prazo mínimo for alcançado.
Em novembro de 2024, Teresa Britto, vice-presidente nacional do PV, disse que participar da Federação Brasil da Esperança levou ao encolhimento do partido, razão pela qual a sigla não continuaria na federação em 2026. Integrantes do PT também se mostram insatisfeitos com a participação na federação, sob alegação de que o partido encontrou dificuldade em articular alianças regionais em razão da vinculação aos partidos menores.
Por outro lado, os partidos PSDB, PDT e Solidariedade anunciaram a intenção de formarem federação para disputar as eleições de 2026.

### Potencial formação de novas federações antes das eleições gerais de 2026

#### União Progressista
Em 18 de março de 2025 foi aprovada a deliberação do avanço nas negociações pelas lideranças do União Brasil e do Progressistas a fim de concretizar uma federação.
No dia 28 de abril do mesmo ano, veículos de comunicação dos dois partidos anunciaram a fundação da União Progressista, numa cerimônia realizada no salão nobre da Câmara dos Deputados do Brasil que aconteceria em 29 de abril de 2025. Os dois partidos acordaram que a presidência da federação seria compartilhada entre Antônio Rueda (UNIÃO) e Ciro Nogueira (PP) — sem hierarquia estabelecida – até dezembro de 2025, quando um comandante único seria eleito pela União Progressista.

#### Federação PRD Solidariedade
Em junho de 2025, foi divulgada a negociação para formação da Federação PRD Solidariedade, entre o Partido Renovação Democrática e o Solidariedade. O anúncio formal da constituição da federação deve ser anunciado em 25 de junho de 2025.

## Diferença entre coligações e federações partidárias
As federações partidárias se diferenciam das coligações em diversos aspectos, conforme tabela a seguir:
|                        | Coligações | Federações |
| ---------------------- | --- | --- |
| Abrangência            | Pode ser municipal, estadual ou nacional e só se aplica a uma eleição.                                                                                            | É nacional e abrange todas as eleições. |
| Exclusivamente         | O mesmo partido pode participar, simultaneamente, de várias coligações de diferentes níveis.                                                                      | Cada partido só pode participar de uma federação partidária de cada vez. |
| Durabilidade           | Existe apenas no período eleitoral. Encerrada a eleição, dissolve-se a coligação.                                                                                 | São permanentes. Em regra, devem durar por no mínimo 4 anos. O partido que se desfiliar antes do prazo sofre sanções.                                                                                                  |
| Registro de candidatos | Os partidos coligados, em eleições majoritárias (as únicas permitidas), continuam totalmente independentes no registro de candidaturas em eleições proporcionais. | O partido federado não pode registrar suas próprias candidaturas, mas sim a Federação, que registrará todas as candidaturas, limitadas ao número de candidatos que um único partido poderia registrar em cada eleição. |
| Bancadas               | Partidos em uma mesma coligação à época da eleição tem bancadas separadas após o pleito.                                                                          | Partidos federados são contados como um único partido na formação de bancadas legislativas, distribuição de comissões e outras atividades legislativas.                                                                |

Sendo assim, a federação partidária atua, em todas as eleições do país, como um único partido. O partido federado mantém, todavia, sua autonomia administrativa e financeira, na distribuição dos recursos do fundo partidário e eleitoral que receber.

## Consequências da dissolução antecipada
O partido que se desfiliar de uma federação antes do prazo mínimo de 4 anos não poderá fazer uso dos recursos do fundo partidário até o final do período que deveria ter permanecido na federação. Igualmente, o partido não poderá ingressar em outra federação e nem celebrar coligação nas duas eleições seguintes.